# Theo Brokmann jr.
Theodorus Johannes Franciscus (Theo) Brokmann jr. (Amsterdam, 3 juli 1922 - Haarlem, 24 december 2003) was een Nederlands voetballer.
De zoon van de legendarische Theo Brokmann sr. debuteerde op zeventienjarige leeftijd vlak na het begin van de Tweede Wereldoorlog bij Ajax. Doordat het eerste elftal van de club door de oorlog vijf basisspelers moest missen kreeg de spits een kans. Aanvankelijk scoorde hij moeizaam, en wist geen geweldige indruk te maken. Met het groeien van zijn routine raakte hij echter steeds beter in vorm. Tot 1947 was hij de vaste midvoor van Ajax. In dat jaar verloor hij evenwel zijn plaats aan de toen eveneens zeventienjarige Rinus Michels.
In 126 wedstrijden wist hij voor de club 79 treffers te maken: dat is exact één meer dan het aantal van zijn vader.

## Statistieken
| Club  | Seizoen | Competitie | Competitie | Beker | Beker | Totaal | Totaal |
| Club  | Seizoen | Wed.       | Dlp.       | Wed.  | Dlp.  | Wed.   | Dlp.   |
| ----- | ------- | ---------- | ---------- | ----- | ----- | ------ | ------ |
| Ajax  | 1939/40 | 6          | 1          | -     | -     | 6      | 1      |
| Ajax  | 1940/41 | 9          | 4          | -     | -     | 9      | 4      |
| Ajax  | 1941/42 | 13         | 8          | -     | -     | 13     | 8      |
| Ajax  | 1942/43 | 17         | 10         | 3     | 2     | 20     | 12     |
| Ajax  | 1943/44 | 17         | 21         | 1     | 0     | 17     | 21     |
| Ajax  | 1945/46 | 4          | 2          | 1     | 1     | 5      | 3      |
| Ajax  | 1946/47 | 17         | 10         | -     | -     | 17     | 10     |
| Ajax  | 1947/48 | 3          | 0          | -     | -     | 3      | 0      |
| Ajax  | 1948/49 | 14         | 11         | 1     | 1     | 15     | 12     |
| Ajax  | 1949/50 | 12         | 8          | -     | -     | 12     | 8      |
| Ajax  | 1950/51 | 14         | 4          | -     | -     | 14     | 4      |
| Total | Total   | 126        | 79         | 6     | 4     | 132    | 83     |